# McDonald's Danmark
 Der er for få eller ingen kildehenvisninger i denne artikel, hvilket er et problem. Du kan hjælpe ved at angive troværdige kilder til de påstande, som fremføres i artiklen.

McDonald's Danmark ApS driver McDonald's forretning i Danmark, hvilket sker fra hovedsædet på Frederiksberg.
Der findes 113 McDonald's-restauranter i Danmark med ca. 4000 ansatte (per 2015, ud af 420.000 på verdensplan). Den første blev åbnet på Vesterbrogade ved Københavns Rådhusplads overfor Tivoli i 1981. I 1990'erne blev der åbnet mange nye restauranter, men flere måtte lukkes igen efter år 2000 på grund af vigende omsætning. I 2015 omsatte de danske McDonald's-restauranter for ca. 2 mia. kr.

## Historie
Den første McDonald's-restaurant i Danmark åbnede den 15. april 1981 på Vesterbrogade i København – tæt på konkurrenten Burger Kings første restaurant der åbnede 4 år tidligere. McDonald's drives i Danmark af McDonald's Danmark, der er et 100 procent ejet datterselskab af McDonald's Restaurant Corporation i USA.

### Hovedkontor i Danmark
McDonald's Danmark ApS har hovedkontor på Falkoner Allé på Frederiksberg.

### 1980'erne
I den første tid blev der hurtigt åbnet restauranter i de største danske byer: Aarhus, Aalborg, Odense og Esbjerg. I Københavns centrum blev der åbnet yderligere restauranter på Strøget og ved Nørreport. Alle restauranter blev placeret centralt i bykernerne. Men herefter gik ekspansionen i stå.
McDonald's led i de første mange år under et dårligt image. Dels var der stadig anti-amerikanske strømninger op igennem 1980'erne, og blandt dem, der havde et positivt forhold til amerikansk kultur foretrak mange Burger King der kom til Danmark før McDonald's og dermed allerede havde slået deres navn fast.
Den største forhindring blev imidlertid kampene mod den danske fagbevægelse. I lighed med mange andre amerikanske virksomheder havde McDonald's ikke tradition for at lade deres medarbejdere organisere sig, og det førte straks til problemer i forhold til de danske fagforeninger. Det forstærkede virksomhedens dårlige image, der var boykot-kampagner, og hvad der fik endnu større betydning: Det førte til blokader mod alle forsøg på at opføre nye restauranter.
Først i slutningen af 1980'erne åbnede kæden for første gang i mange år en ny restaurant i Høje Taastrup. Det blev samtidig introduktionen af et nyt koncept i Danmark: McDrive – dvs. en drive thru-restaurant hvor man har mulighed for at købe sin mad fra bilvinduet i en luge i siden af bygningen.

### 1990'erne
Efter mange års kamp, overgav McDonald's sig til sidst og tegnede overenskomster. Det havde de kun gjort ganske få steder før, bl.a. i Sverige. Det åbnede for den helt store ekspansion, og i de kommende år åbnede op mod 10-15 restauranter om året. Der åbnede restauranter i alle større og mellemstore provinsbyer, og i de største byer hvor der kun havde ligget restauranter i centrum, åbnede flere nye filialer.
Der blev især åbnet fire restauranttyper:
- Langt de fleste restauranter var af McDrive-typen. De åbnede ofte i udkanten af byerne og de store byers forstæder, og de ligger typisk i forbindelse med større indkøbscentre eller megabutikker som Bilka og IKEA. McDrive-restauranterne ligger oftest i selvstændige bygninger med en karakteristisk (og ofte ens) arkitektur.
- I København åbnede man i de større bydele omkring centrum urbane restauranter på de større indkøbsstrøg (bl.a. Amagerbrogade, Nørrebros Runddel, Falkoner Allé, Nørrebrogade ved Søerne, Østerbrogade og på Vesterbrogade ved Frederiksberg Allé).
- I de mellemstore provinsbyer hvor der allerede lå en McDrive åbnede man mindre restauranter i gågade-miljøer i centrum.
- I indkøbscentre og trafikknudepunkter blev åbnet såkaldte in-stores, dvs. restauranter inde i andre bygninger (bl.a. Københavns Hovedbanegård, Odense Banegård Center, City 2, Ishøj Bycenter, Rødovre Centrum, Lyngby Storcenter og Fisketorvet).

McDonald's opnåede hurtigt en stor popularitet, især som familierestaurant. Ikke mindst takket være massiv markedsføring fra starten da reklame-tv blev indført med TV 2, samt et familievenligt image hvor man satsede på stor tilgængelighed for biler, legepladser, legetøj til børnene etc.
McDonald's havde dog stadig et dårligt image i visse kredse, og den voldsomme ekspansion gjorde denne modvilje værre og virkede direkte provokerende på mange. Særlig opmærksomhed kom på de autonomes stærke modvilje mod kæden – et had der kulminerede nytårsaften 1994 hvor en nyåbnet McDonald's på Nørrebrogade i København blev udsat for hærværk (restauranten blev genopbygget igen, men er siden lukket).
McBacon, en særlig dansk burger-variant med sennep, ketchup, små løg, pickles, ost og bacon, kom fast på menuen i 1990'erne.

### 2000'erne
Den voldsomme udvidelse i 1990'erne havde måske været en tand for voldsom. Den fik i hvert fald en brat ende ved overgangen til det nye årtusinde. For første gang blev man nødt til at lukke restauranter – det skete ad flere omgange. Man lukkede restauranter, der enten var for små, urentable eller bare lå de forkerte steder. En generel afmatning i fast food-branchen har nok også haft en vis betydning. Samtidig begyndte et stigende fokus på det sundhedsmæssige aspekt at få ny betydning for kædens image.
Det betød at man satsede mere benhårdt på McDrive-restauranterne, bortset fra i de største byer. Man lukkede således restauranter i bykerner og gågade-områder i en række mellemstore provinsbyer såsom Kolding, Hillerød, Helsingør og Silkeborg. Man lukkede ligeledes en del af restauranterne i indkøbscentre (i Ishøj Bycenter, City Vest, Lyngby Storcenter og Rødovre Centrum). Og endelig lukkede man et par af restauranterne i brokvarterne i København (den føromtalte på Nørrebrogade, og en på Vesterbrogade, der i øvrigt også havde oplevet et mislykket autonomt angreb en nytårsaften nogle år tidligere).
De få nye restauranter der åbnede, var alle af McDrive-typen. Hermed adskiller McDonald's i Danmark sig fra øvrige europæiske lande med et så markant sats på McDrive, mens centralt beliggende restauranter i bykerner og restauranter i indkøbscentre og trafikknudepukter er langt mere udbredte og almindelige i f.eks. vores nabolande Sverige, Norge og Tyskland.
I slutningen af 2007 valgte man tillige at lukke en af landets største McDonald's-restauranter – en tre etagers stor restaurant på Højbro Plads ved Illum i København. Begrundelsen var at den stod over for en ombygning, men var for dyr at ombygge, samt at huslejen var for høj.
Det øgede fokus på sundhed og fedme (se bl.a. under Kritik) betød at kæden fornyede sin menu med flere salater, snack-gulerødder, frugtposer, juice, kildevand etc. Denne nye linje var også vigtig for at fastholde kernekunderne, nemlig: børnefamilierne, hvor forældre i stigende grad stillede krav til den mad, de gav til deres børn.

### 2010'erne
I 2008 åbnede McDonald's for første gang i lang tid en ny restaurant, hvilket var restauranten i Hillerød. Herefter fulgte i 2010 restauranten på Aarhus Hovedbanegård centralt i Aarhus. McDonald's var ellers i flere år før, i lighed med andre støre multinationale virksomheder, blevet kritiseret for ikke at betale skat i Danmark (se bl.a. under kritik).
I 2010 fik McDonald's i Danmark en ny administrerende direktør: Stephen Shillington. Den tidligere administrerende direktør Kristian Scheef Madsen, som havde været i virksomheden i 20 år, blev udskiftet med Stephen Shillington efter uenigheder med bestyrelsen. Stephen Shillington kom fra Australien, hvor han havde været regional direktør for de sydaustralske regioner i 16 år. Steve Shillington forklarede i en pressemeddelse at han først skulle lære danskerne at kende, før han igangsatte nye tiltag, men at han dog kom til Danmark med den mission at sætte fokus på madens kvalitet og sætte en stopper for de rygter og myter, der florerede. Man så dette sat i værk i januar 2011, hvor en tv-kampagne forklarede hvordan kødet består af 100 procent rent oksekød, og at pommes frites udskæres af hele kartofler, der dyrkes af nordeuropæiske landmænd. Sideløbende kørte der en kampagne på McDonald's Danmarks Facebook-side, som forklarede det samme og viste tv-reklamerne, og samtidig kunne man læse artikler og se videoer af et persongalleri af danskere, som havde været ude at opleve hvordan maden blev til.

## Reklameslogans
Oprindeligt havde McDonald's i Danmark sloganet God smag hver dag – hos McDonald's, der blev brugt i særligt reklamerne på tv. Men siden 2003 har McDonald's slogan og jingle været sætningen I'm Lovin' It. I Danmark anvendes sloganet på engelsk, mens det i bl.a. Tyskland og Spanien er oversat.

## Selskabsskat
McDonald's i Danmark kritiseres i lighed med en række andre multinationale koncerners danske datterselskaber for ikke at betale skat. Selskabet hævder selv, at Hovedkontoret i en årrække indtil 2007 ikke betalte skat, fordi der ikke var et overskud. Det skyldtes bl.a., at der blev investeret i nye bygninger, renovering og udstyr. En af bannerførerne i kritikken er Enhedslisten, der beskylder firmaet for ulovligt at føre penge ud af Danmark for at unddrage sig selskabsskat.
Firmaet begyndte at betale skat i Danmark i 2007.

## McDonald's i kulturens verden
Østkyst Hustlers havde i 1990'erne et stort hit med sangen Han får for lidt der undervejs indeholder et vers om en bestyrer af en restaurant med "et rent og pænt og permanent McDonalds-hattehår", der ikke var videre heldig med det kvindelige køn.

## Restauranter i København
Nogle betydningsfulde eller bemærkelsesværdige afdelinger er beskrevet nærmere nedenfor.

### Vesterbrogade ved Rådhuspladsen
Den første danske McDonald's-afdeling åbnede 15. april 1981 i Vesterbrogade 2D ved Rådhuspladsen. Det er lige overfor Tivoli og ikke mindst bemærkelsesværdigt lige ved siden af den første Burger King, der blev åbnet 4 år tidligere i 1977. McDonalds restauranten lukkede 30. november 2014, mens Burger King ligger der endnu i dag.

### Nørrebros Runddel
McDonald's på Nørrebro åbnede tidligt i 90'erne som en del af McDonald's ekspansion. Den åbnede på Nørrebrogade 120, på Nørrebros Runddel. Restauranten er i to etager og ligger i en boligblok og ligner derfor ikke den mest almindelige McDonald's-restauranttype i selvstændig bygning og med McDrive. Denne afdeling var den første i Danmark med det nye McDonald's-design "Forever Young", der skal give restauranterne et mere varmt look og skifte plastic ud med sten, træ og moderne hængende lamper[kilde mangler].  Denne afdeling er blevet udsat for hærværk mange gange (ligesom den nu lukkede ved Dronning Louises Bro). Muligvis har der været tale om autonome gerningsmænd, der ville demonstrere deres anti-amerikanske eller anti-kapitalistiske holdning og nogle gerningsmænd har muligvis har forbindelse til Ungdomshuset[kilde mangler].
30. november 2010 lukkede denne McDonald's på grund af manglende omsætning efter lukningen af Ungdomshuset.

### Nørrebrogade ved Dronning Louises Bro
Denne afdeling eksisterede fra 1994 til 2000 og lå ved Dronning Louises Bro på Nørrebrogade. Den blev udsat for voldsomt hærværk nytåraften 1994 – kun kort tid efter indvielsen. Skaderne medførste en midlertidig lukning. Den blev lukket permanent i starten af 2000'erne da den ikke var rentabel.

## Nuværende restauranter i Danmark
| Region             | Antal | By |
| ------------------ | ----- | --- |
| Region Hovedstaden | 31    | Ballerup, Birkerød, Brøndby, Farum, Frederiksberg, Frederikssund, Frederiksværk, Gentofte, Gladsaxe, Glostrup, Helsingør, Herlev, Hillerød, Hvidovre (Friheden, Kettevej), Hørsholm, København (Amager Centret, Field's, Fisketorvet, Hovedbanegården, Industriens Hus, Kastrup, Kongens Nytorv, Nørreport, Valby (Tingsted, Gammel Køge Landevej), Østerbro), Rødovre, Taastrup (City 2, Mårkærvej), Vallensbæk |
| Region Syddanmark  | 25    | Middelfart, Aarup, Svendborg, Nyborg, Odense (City, Rosengårdcentret, Tarup Center, Risingsvej og Svendborgvej. Esbjerg (Gjesing, Kongensgade, Storegade), Varde, Vejle (Syd, Vinding, DTC), Vejen, Kolding, Fredericia (Erritsø, Vejlevej), Haderslev, Rødekro, Sønderborg, Tønder, Kliplev |
| Region Midtjylland | 25    | Brande, Grenaa, Herning (Åvænget, Silkeborgvej), Holstebro, Horsens (Vejlevej & Flintebakken), Ikast, Purhus, Randers (Paderup, Tørvebryggen), Ringkøbing, Silkeborg, Skive, Struer, Stilling, Viborg (Morsøvej, Overlund) Århus (Randersvej, Risskov, Århus Hovedbanegård, Telefontorvet, Tilst, Viby Ringvej, Mega Syd Viby)                                                                                   |
| Region Sjælland    | 14    | Greve, Holbæk, Korsør, Køge, Maribo, Nykøbing F, Næstved (Blegdammen, Gl. Holstedvej), Roskilde (Københavnsvej, Ringstedgade), Slagelse, Solrød, Ringsted, Vordingborg |
| Region Nordjylland | 11    | Brønderslev, Frederikshavn, Haverslev, Hjørring, Nykøbing Mors, Svenstrup, Thisted, Aabybro, Aalborg (Østerågade, Nørresundby, Skalborg), , |

## Restauranter der nu er lukket
| Region             | Antal | By |
| ------------------ | ----- | --- |
| Region Hovedstaden | 12    | Amagerbrogade, Amagertorv,Helsingør, stengade,Hillerød, Slotsgade. Ishøj, Lyngby Storcenter, Nærum, Nørrebrogade, Rødovre Centrum, Rønne, Vesterbrogade 84, Amagerbrogade 91, Frederiksberggade (Strøget), City 2 (Taastrup) |
| Region Sjælland    | 2     | Kalundborg, Korsør |
| Region Syddanmark  | 4     | Rosengårdscentret 2, Vollsmose, Kolding city, Vejle Centrum |
| Region Midtjylland | 4     | Silkeborg 2, City Vest, Søndergade, Ikast (E Christensens Vej) |
| Region Nordjylland | 2     | Sæby |

## Eksterne links
- Wikimedia Commons har flere filer relateret til McDonald's Danmark